# Ilchester

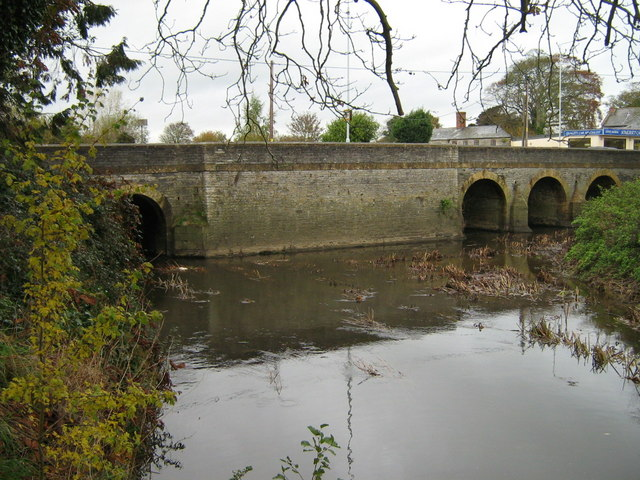
Most nad rzeką Yeo w Ilchester

Ilchester – wieś w Anglii, w hrabstwie Somerset położona nad rzeką Yeo osiem kilometrów na północ od Yeovil. Populacja wsi liczy 2000 mieszkańców.

## Historia
Ilchester (pierwotna nazwa Lindinis) był historycznie pierwszą stolicą Somersetu. Około 1000 roku istniała tu mennica, którą przeniesiono do South Cadbury na skutek ataków Duńczyków.